# Arra
Arra è una suddivisione dell'India, classificata come census town, di 19.911 abitanti, situata nel distretto di Purulia, nello stato federato del Bengala Occidentale. In base al numero di abitanti la città rientra nella classe IV (da 10.000 a 19.999 persone).

## Geografia fisica
La città è situata a 23° 30' 23 N e 86° 41' 37 E.

## Società

### Evoluzione demografica
Al censimento del 2001 la popolazione di Arra assommava a 19.911 persone, delle quali 10.326 maschi e 9.585 femmine. I bambini di età inferiore o uguale ai sei anni assommavano a 2.363, dei quali 1.169 maschi e 1.194 femmine. Infine, coloro che erano in grado di saper almeno leggere e scrivere erano 13.054, dei quali 7.738 maschi e 5.316 femmine.